# Hypoprepia tricolor
Hypoprepia tricolor är en fjärilsart som beskrevs av Fitch 1856. Hypoprepia tricolor ingår i släktet Hypoprepia och familjen björnspinnare. Inga underarter finns listade i Catalogue of Life.